# Saint-Martin-de-Sescas
 Saint-Martin-de-Sescas  là một xã thuộc tỉnh Gironde trong vùng Aquitaine tây nam nước Pháp. Xã này nằm ở khu vực có độ cao trung bình 39 mét trên mực nước biển.